# Colin Doyle
Colin Anthony Doyle (Cork, Írország, 1985. június 12.) ír labdarúgó, a Bradford City játékosa.